# Солиева, Турсунхон
Турсунхон Солиева (узб. ТУрсунхон Солиева) (1922-2001) — артистка Ошского Государственного академического узбекского музыкально-драматического театра имени Бобура, народная артистка Киргизстана, внесла большой вклад в развитие культуры и искусства Кыргызстана.

## Биография
Турсунхон Солиева родилась 17 декабря 1922 года в городе Ош. Более полувека она проработала в Ошском узбекском музыкально-драматическом театре имени Бабура, где сыграла более 150 ролей в спектаклях в самых различных жанрах. Высокую оценку общественности получили образы: Кабанихи в «Грозе» А. Островского, Бурмы в пьесе «Горный соловей» К. Джантошева, Тангабики в драме «В ночь лунного затмения» Мустая Карима, Вассы в «Вассе Железновой» М. Горького, Фарманбиби в комедии «Бунт невесток» Саида Ахмада, Сажиды в драме «Адолат» Исмаила Акрамова и другие. В 1940-1944 годы работала в театре имени Мукими города Ташкента, а с 1944 года снова вернулась работать на сцену Ошского узбекского драматического театра.
Время, история накладывали на искусство свои особые приметы. Один из процессов, характеризующих жизнь современного театра состоит в том, что он, театр, перестаёт быть привилегией жителей больших городов. Ареал непосредственного воздействия на умы и сердца распространился до самых далёких горных кишлаков, и в этом проявились большие организаторские способности Турсунхон Солиевой по культурному обслуживанию животноводов на отгонных пастбищах. За вклад в развитие театрального искусства, сближение узбекской и кыргызской культур в 1953 году Турсунхан Солиевой было присвоено звание Заслуженной артистки Киргизской ССР, а в 1974 году Народной артистки Кыргызстана. Талантливая актриса несколько раз награждалась почётными грамотами Верховных Советов Кыргызстана и Узбекистана, медалями «Ветеран труда» и «Данк-1000» и нагрудными знаками. Турсунхон Солиева активно участвовала в общественной жизни города, области, была заботливой наставницей молодых артистов.
Умерла 21 сентября 2001 года в городе Ош.
В 2017 году Союз театральных деятелей Кыргызстана учредил премию имени Турсунхон Солиевой.

## Театральные работы
- Кабаниха в «Грозе» А. Островского
- Бурма в пьесе «Горный соловей» К. Джантошева
- Тангабика в драме «В ночь лунного затмения» Мустая Карима
- Васса в «Вассе Железновой» М. Горького
- Фарманбиби в комедии «Бунт невесток» Саида Ахмада
- Сажида в драме «Адолат» Исмаила Акрамова

## Награды
- Народная артистка Киргизской ССР (1974 год)
- Медаль Данк-1000
- Почётная грамота Президиума Верховного Совета Киргизской ССР
- Почётная грамота Президиума Верховного Совета Узбекской ССР
- Почётная грамота Министерства культуры Киргизской ССР